# Рикардо Мадуро
Рикардо Родолфо Мадуро Хоест (на испански: Ricardo Rodolfo Maduro Joest) е политик и президент на Хондурас от 28 януари 2002 г. до 27 януари 2006 г. от името на Националната партия на Хондурас. Изучава бизнес в Станфордския университет в САЩ. При избора му за президент през 2001 година за него гласуват 52,2% от избирателите. Основният му опонент, Рафаел Пинеда, получава 44,3% от гласовете.
Той шокира избирателите си, когато се появява на встъпването в длъжност с кола, която кара сам, освен това в първите интервюта, които дава на журналисти, обявява, че ще възстанови дипломатическите отношения с Куба, които са били прекъснати преди повече от 30 години.
Рикардо има три дъщери и син, който е похитен и убит на 23 април 1997 г. На 27 ноември 2005 година на поста президент на страната е избран Хосе Мануел Селая Росалес, който заменя Рикардо Родолфо Мадуро Хоест.